# یان مانیتسکی
یان مانیتسکی (استونیایی: Jaan Manitski؛ زادهٔ ۷ مارس ۱۹۴۲) سیاست‌مدار اهل استونی است. وی از آوریل تا اکتبر ۱۹۹۲
وزیر امور خارجه استونی بوده‌است.